# Посольство Франции в Мьянме
Посольство Франции в Бирме (фр. Ambassade de France en Birmanie) — дипломатическое представительство Французской Республики в Республике Союз Мьянма. Расположено в бывшей столице Мьянмы Янгоне.

## Посольство
Посольство Франции в Янгоне расположено на улице Pyidaungsu Yeithka Road. Здесь также находится консульский отдел.

## Дипломатические отношения
Отношения между Францией и Бирмой восходят к XVIII веку, когда король Бирмы отправил во Францию дружескую миссию во главе с Верховными комиссарами Кин Вун и Яу У По Хлаингом. Дипломатические отношения были официально установлены в 1872 году. Исторические исследования показали, что 24 января 1873 года между Кин Вун Минги, представлявшим Бирму, и Шарлем де Ремюза, тогдашним министром иностранных дел Франции, было подписано торговое соглашение о постройке железной дороги, которая бы связала Бирму с Индокитаем (Вьетнам, Лаос, Камбоджа). Однако по разным причинам этот проект не был осуществлён.
После обретения Бирмой независимости 4 января 1948 года официальные отношения, прерванные на время британской колонизации, возобновились. Франция стала первой европейской страной, установившей дипломатические контакты с Бирмой 28 февраля 1948 года на уровне дипломатической миссии. Поэтому Мья Сейн был отправлен в Париж, а Ги Тоффен занял пост Поверенного в делах в столице Бирмы 5 ноября 1949 года. В 1962 году первым французским послом в Мьянме был Роберт Морель-Франко.